# Георг II фон Шаунберг
Георг II фон Шаунберг (на немски: Georg II von Schaunberg; † 7 март 1491, Шаунберг/Шаунбург, погребан във Вилхеринг) е граф на Шаунберг-Франкенбург в Горна Австрия. Той е господар и на Камер, Нойатерзее, Зайзенег и Ноймаркт в Долна Австрия.

## Произход
Той е четвъртият син на граф Бернхард фон Шаунберг († 8 април 1473), маршал на Австрия, и съпругата му Агнес фон Валзе († 1470), дъщеря на Райнпрехт III фон Валзе († 1450) и Катарина фон Розенберг († 1455). Брат е на граф Фридрих фон Шаунберг (1439 – 1494), архиепископ на Залцбург (1489 – 1494), граф Зигмунд III фон Шаунберг († 1536), граф Ладислаус фон Шаунберг († 1475), Елизабет фон Шаунберг († 1491), омъжена 1483 г. за граф Филип фон Кирхберг († 1510), и Барбара фон Шаунберг († 26 май сл. 1491), монахиня във Виена.
Родът на Шаунбергите измира по мъжка линия през 1559 г.
- Замък Шаунбург ок. 1674
- Останки от замък Шаунберг в Горна Австрия
- Замък Франкенбург ок. 1674

## Фамилия
Георг II фон Шаунберг се жени пр. 12 ноември 1484 г. за Мария Маргарета фон Щархемберг (* 1469; † 1522), дъщеря на Йохан IV фон Щархемберг (1412 – 1474) и третата му съпруга Агнес Елизабет фон Хоенберг (1416 – 1494). Те имат една дъщеря:
- Елизабет фон Шаунберг († пр. 30 август 1512), омъжена пр. 26 май 1503 г. за граф Йохан Прюшенк фон Хардег-Глац и Махланде († 27 юли 1535, Лигниц), син на граф Хайнрих I фон Хардег-Глац-Махланде († 1513) и Елизабет фон Розенберг (* 1466).

Вдовицата му Мария Маргарета фон Щархемберг се омъжва втори път ок. 20 март 1492 г. в Линц за граф Андреас фон Зоненберг († 24 юни 1511, убит при Хербертинген).